# Hemerocallis plicata
Hemerocallis plicata là một loài thực vật có hoa trong họ Thích diệp thụ. Loài này được Stapf miêu tả khoa học đầu tiên năm 1923.